# Ngày xửa ngày xưa

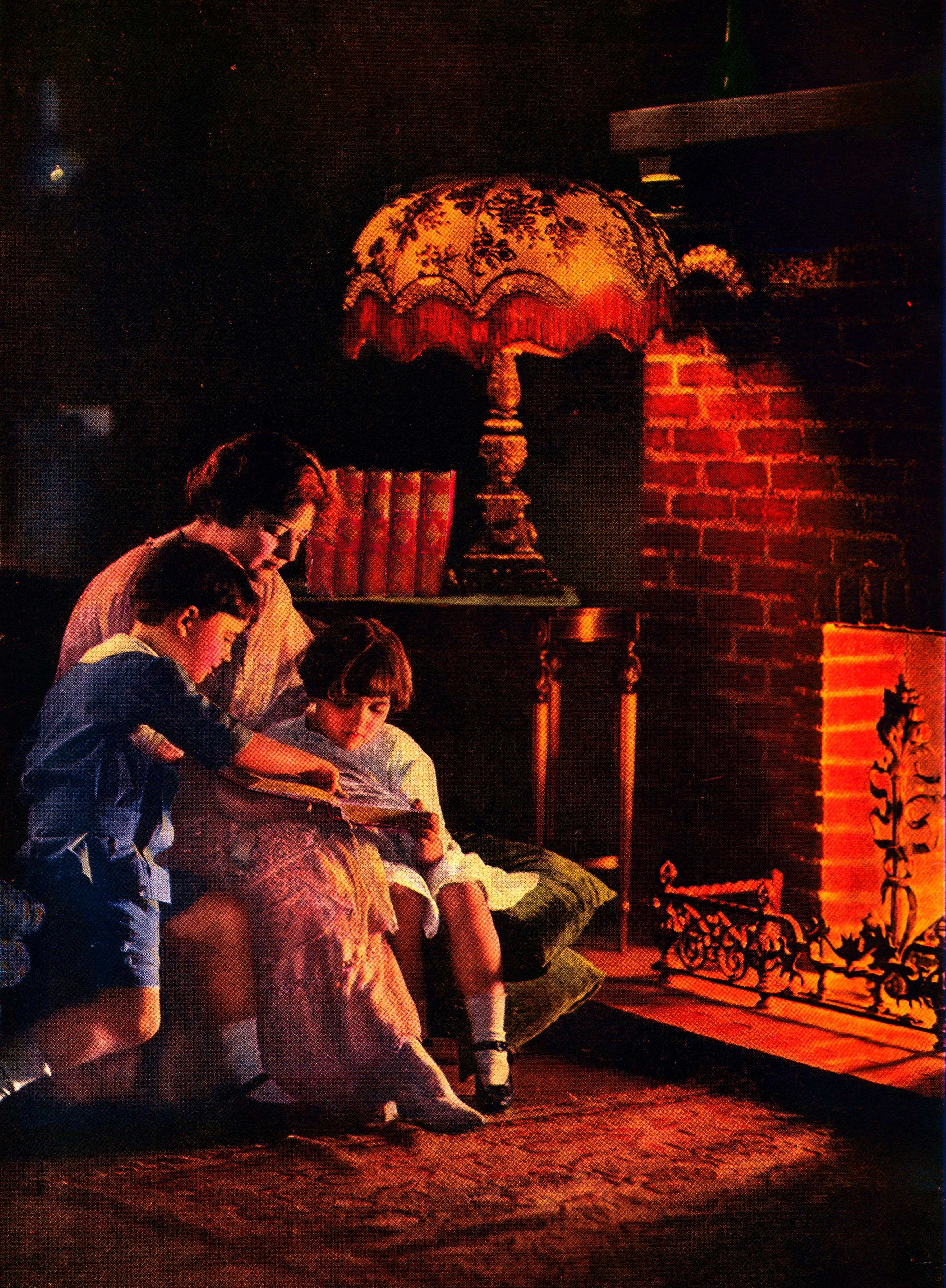
Tranh bìa cuốn sách The How and Why Library, 1909

"Ngày xửa ngày xưa" (tiếng Anh: Once upon a time) là một cụm từ phổ thông, được sử dụng trong nhiều loại hình phương tiện giao tiếp ít nhất là từ năm 1380 (theo cuốn Oxford English Dictionary). Cụm từ này sử dụng trong quá trình kể chuyện bằng ngôn ngữ tiếng Anh kể từ năm 1600 để mở đầu cho rất nhiều truyện kể truyền miệng. Những câu chuyện như vậy thường kết thúc bằng câu "và họ sống hạnh phúc mãi mãi về sau," hoặc theo đúng nguyên tác ban đầu là "họ sống hạnh phúc cho tới khi qua đời." Đây là một số ví dụ của thể loại tự sự thường xuất hiện trong các tác phẩm văn học dành cho trẻ em.
Cụm từ này đặc biệt phù hợp với ngữ cảnh của truyện cổ tích cho thiếu nhi, hầu như truyện nào cũng mở đầu bằng câu này. Nó thường được sử dụng trong các bản dịch nguyên gốc các truyện của Charles Perrault (dịch từ cụm từ tiếng Pháp "il était une fois"), của Hans Christian Andersen (dịch từ cụm từ tiếng Đan Mạch "der var engang", nghĩa gốc là "Đã từng có"), của anh em Grimm (dịch từ cụm từ tiếng Đức "es war einmal", nghĩa gốc là "Từng có") và của Joseph Jacobs trong các bản dịch tiếng Anh và truyện cổ tích của ông. Cụm từ này cũng rất được sử dụng rất phổ biến trong các truyện truyền miệng như thần thoại, truyện ngụ ngôn, văn học dân gian và văn học cho thiếu nhi. Cụm từ này hầu như luôn được sử dụng ở thì quá khứ.

## Các ngôn ngữ khác
"Cụm từ mở đầu truyện cổ tích" này cũng được sử dụng ở nhiều ngôn ngữ khác trên thế giới.
| Ngôn ngữ                                         | Câu mở đầu thường gặp | Câu mở đầu thường gặp (dịch sang tiếng Việt) | Câu kết thúc đi kèm | Câu kết thúc đi kèm (dịch sang tiếng Việt) |
| ------------------------------------------------ | --- | --- | --- | --- |
| Tiếng Albania                                    | Na ishte një herë... | Có một lần... | Dhe ata jetuanumtur pergjithmonë | Và họ sống hạnh phúc mãi mãi |
| Tiếng Afrikaans                                  | Eendag, lank gelede... | Một ngày kia, đã lâu lắm rồi... | Fluit, fluit, die storie is uit | Suỵt, suỵt, câu chuyện kết thúc rồi |
| Tiếng Algeria                                    | Hajitek ma jitek (حجيتك ما جيتك) | Tôi đã bảo bạn điều gì sẽ tới mà | Không rõ | Không rõ |
| Tiếng Amharic                                    | በድሮ ዘመን... | Có một lần, đã lâu lắm rồi | ተረቴን መልሱ አፌን በዳቦ አብሱ:: | Hãy kể lại cho tôi một câu chuyện khác và cho tôi bánh mì nhé. |
| Tiếng Ả-rập cổ                                   | kân yâ mâ kân fî qadîmi zzamân wsalifî al`aSri wal'awân... (كان يا ما كان،في قديم الزمان، وسالف العصر والأوان) | Đã từng, ồ đã từng, vào những ngày, những thời đại xưa nhất... | Không rõ | Không rõ |
| Tiếng Assam                                      | বহুত দিনৰ আগত... (Bahut dinor aagot...) | Đã lâu lắm rồi | Không rõ | Không rõ |
| Tiếng Armenia                                    | Լինում է, չի լինում... (Linum e, chi linum) | Đã từng có, mà cũng chưa từng có | Երկնքից երեք խնձոր է ընկնում՝ Մեկը գրողին, մեկը պատմողին, մեկն էլ լսողին: (Yerknkits yereq khndzor e ynknum` Meky groxin, meky patmoxin, mekn el lsoxin) | 3 quả táo rơi từ trên trời/thiên đường xuống - một quả cho nhà văn viết nên câu chuyện, một quả cho người kể chuyện, và một quả cho người nghe. |
| Tiếng Azerbaijan                                 | Biri var idi, biri yox idi... | There was, (and) there was not... | Không rõ | Không rõ |
| Tiếng Basque                                     | Bazen behin... | Once upon a time... | ...eta hala bazan ala ez bazan, sar dadila kalabazan eta atera dadila...-ko plazan | ... and it was or it was not, come in in the pumpkin and come out in the square of... (name of a town). |
| Tiếng Bengal                                     | ek je chhilo raja... | Once there lived a king | aamaar kothati furolo; Note gaachhti murolo | My story ends and the spinach is eaten by the goat. (cf A Goat eats the root of a herb unlike cows,so being consumed by goats figuratively means something being irreversibly ended) |
| Tiếng Bengal                                     | Ek deshe chhilo... | In some country, there was... | aamaar kothati furolo; Note gaachhti murolo | My story ends and the spinach is eaten by the goat. (cf A Goat eats the root of a herb unlike cows,so being consumed by goats figuratively means something being irreversibly ended) |
| Tiếng Bulgaria                                   | Имало едно време... (Imalo edno vreme...) | There was, once upon a time... | ...и заживели щастливо до края на дните си (...i zazhiveli shtastlivo do kraya na dnite si) | ...and they lived happily until the end of their days |
| Tiếng Bulgaria                                   | Имало едно време... (Imalo edno vreme...) | There was, once upon a time... | ...и три дни яли, пили и се веселили (...i tri dni yali, pili i se veselili) | ...and for three days they ate, drank and had fun. |
| Tiếng Catalunya                                  | Hi havia una vegada | There was a time... | Vet aquí un gat, vet aquí un gos, aquest conte ja s'ha fos. I vet aquí un gos, vet aquí un gat, aquest conte s'ha acabat. | Here's a cat, here's a dog, this tale is already melted. And here's a dog, here's a cat, this tale is finished. |
| Tiếng Catalunya                                  | Temps era temps... | Time was time... | I conte contat, conte acabat | Tale told, tale finished |
| Tiếng Trung Quốc                                 | Chữ Hán phồn thể: 很久很久以前 Chữ Hán giản thể: 很久很久以前 Bính âm Hán ngữ: Hěnjiǔ hěnjiǔ yǐqián | A very very long time ago... | Chữ Hán phồn thể: 從此，他們過著幸福快樂的日子 Chữ Hán giản thể: 从此，他们过着幸福快乐的日子 Bính âm Hán ngữ: Cóngcǐ, tāmenguòzhe xìngfú kuàilè de rìzi | ... and they lived a happy life |
| Tiếng Croatia                                    | Bio jednom jedan... | There was once a... | ...i živjeli su sretno do kraja života. | ...and they lived happily until the end of their lives. |
| Tiếng Séc                                        | Bylo nebylo,... | There was, there was not... | ... a žili šťastně až do smrti. | ...and they lived happily until they died. |
| Tiếng Séc                                        | Byl jednou jeden... | There was once a... | ...a jestli neumřeli, žijí tam dodnes. | ...and if they have not died yet, they still live there today. |
| Tiếng Séc                                        | | | Zazvonil zvonec a pohádky je konec. | A bell rang and the tale comes to its end. |
| Tiếng Đan Mạch                                   | Der var engang... | There was, once... | Og de levede lykkeligt til deres dages ende. | And they lived happily until the end of their days. |
| Tiếng Đan Mạch                                   | Engang for længe siden... | Once a long time ago... | Og hvis de ikke er døde, lever de endnu. | And if they're not dead, they still live. |
| Tiếng Hà Lan                                     | Er was eens... | Once there was... | ... en ze leefden nog lang en gelukkig. | ...and they lived long and happily. |
| Tiếng Hà Lan                                     | | | En toen kwam er een varken met een lange snuit, en het verhaaltje is uit. | And then came a pig with a long snout, and the story is out (over). |
| Tiếng Hà Lan                                     | | | En toen kwam er een olifant met een lange snuit, en die blies het verhaaltje uit. | And then came an elephant with a long snout, and blew the story out. |
| Quốc tế ngữ                                      | Iam estis... | Once there was | Không rõ | Không rõ |
| Tiếng Estonia                                    | Elasid kord... | There once lived a... | ... ja nad elasid õnnelikult elu lõpuni. | ...and they lived happily until the end of their lives. |
| Tiếng Estonia                                    | Seitsme maa ja mere taga elas kord... | Behind seven lands and seas there lived a... | ...ja kui nad surnud ei ole, siis elavad nad õnnelikult edasi | ...and if they're not dead, they still live happily. |
| Tiếng Faroe                                      | Einaferð var tað... | Once there was... | Og tey livdu lukkuliga allar teirra dagar. | and they lived happily all their days. |
| Tiếng Faroe                                      | | | snip, snap, snúti, so var søgan úti. | snip, snap, stout, then the story was out. |
| Tiếng Filipino                                   | Noong unang panahon... | At the beginning of time... | Không rõ | Không rõ |
| Tiếng Phần Lan                                   | Olipa kerran... | Once there was... | Ja he elivät onnellisina elämänsä loppuun saakka. | And they lived happily until the ends of their lives. |
| Tiếng Phần Lan                                   | | | Sen pituinen se. | That's the length of it. |
| Tiếng Pháp                                       | Il était une fois | There was one time / There was once... | ...et ils vécurent heureux et eurent beaucoup d'enfants | ...and they lived happily and had many children. |
| Tiếng Pháp                                       | | | ...et ils vécurent heureux jusqu'à la fin des temps | ...and they lived happily until the end of time. |
| Tiếng Đức                                        | Es war einmal... | Once there was... | ...und wenn sie nicht gestorben sind, dann leben sie noch heute. | ...and if they haven't died, they are still living today. |
| Tiếng Đức                                        | In den alten Zeiten, als das Wünschen noch geholfen hat | Back in the days when it was still of help to wish for a thing,... | ...und sie lebten glücklich und zufrieden bis ans Ende ihrer Tage. | ...and they lived happily and contentedly until the end of their days. |
| Tiếng Gruzia                                     | იყო და არა იყო რა, იყო... (iko da ara iko ra, iko...) | There was, and there was not, there was... | ჭირი – იქა, ლხინი – აქა, ქატო – იქა, ფქვილი – აქა (Čiri – ik′a, lxini – ak′a, k′at′o – ik′a, p′k′vili – ak′a) | Disaster there, feast here... bran there, flour here... |
| Goemai language (Nigeria, Ngữ tộc Tchad)         | Không rõ | Không rõ | Tamtis noe lat / dok ba muaan yi wa | My tale has finished, (it) has returned to go (and) come home. |
| Tiếng Hy Lạp                                     | Μια φορά κι έναν καιρό... (Mia fora ki enan kairo...) | Once and a time... (time = epoch/era/age) | ...και ζήσανε αυτοί καλά και εμείς καλύτερα. (...kai zīsane autoi kala kai emeis kalytera) | And they lived well, and we lived better |
| Tiếng Gujarat                                    | ઘણાં વર્ષો પહેલાંની વાત છે (Ghaṇã vaṣô pahelãnī vāta che) | This is an old story. | Không rõ | Không rõ |
| Tiếng Gujarat                                    | એક જમાનામાં... (Eka jamānāmã...) | In one era,... | Không rõ | Không rõ |
| Tiếng Gujarat                                    | વર્ષો પહેલાં... (Vaṣô pahelã...) | A long back | Không rõ | Không rõ |
| Tiếng Hebrew                                     | הָיֹה הָיָה פעם (Hayoh hayah pa'am...) | Once there was... | והם חיו באושר ועושר עד עצם היום הזה (Ve'hem ẖayu be'osher va'osher ad etzem hayom hazeh) | And they lived in happiness and luxury to this very day. |
| Tiếng Hebrew                                     | הָיֹה הָיוּ פעם (Hayo hayu pa'am...) | Once there were... | | |
| Tiếng Hindi                                      | किसी ज़माने में (Kisī zamāne meṃ) | In one era,... | Không rõ | Không rõ |
| Tiếng Hindi                                      | बहुत पुरानी बात है (Bahuta purānī bāta hai) | It's an old story,... | | |
| Tiếng Hungary                                    | Egyszer volt, hol nem volt, volt egyszer egy... | Once there was, where there wasn't, there was a... | Itt a vége, fuss el véle! | This is the end; run away with it. |
| Tiếng Hungary                                    | | | Boldogan éltek, amíg meg nem haltak. | They lived happily until they died. |
| Tiếng Iceland                                    | Einu sinni fyrir langa löngu... | Once a long time ago. | Og þau lifðu hamingjusöm til æviloka | And the lived happy for the rest of their lives. |
| Tiếng Iceland                                    | Einu sinni var... | Once there was... | Köttur úti í mýri, setti upp á sér stýrið og úti er ævintýrið | A cat in the bog put up his tail and there ends the fairytale. |
| Tiếng Iceland                                    | | | Köttur úti í mýri, setti upp á sér stýri, úti er ævintýri | Cat out in the swamp, lifted its tail, the adventure is finished. |
| Tiếng Indonesia                                  | Pada zaman dahulu kala... | A long time ago... | Dan mereka hidup bahagia selama-lamanya. | And they lived happily ever after. |
| Iraqw language (Tanzania, Kenya, Ngữ tộc Cushit) | tokaro-yâ | Once upon a time | Không rõ | Không rõ |
| Iraqw language (Tanzania, Kenya, Ngữ tộc Cushit) | In Văn học dân gian: Kar aníng te-'ée' to-ká a inhláw ar aakó doo-rén ni alki'-a i tí | I remember something that our father told me and that is this: | Không rõ | Không rõ |
| Tiếng Ireland                                    | Fadó, fadó, fadó a bhí ann (agus bhí rí i nGaillimh) | A long, long, long time ago it was (and there was a Vua in Galway) | Không rõ | Không rõ |
| Tiếng Ý                                          | C'era una volta... | There was once... | E vissero felici e contenti. | And they lived happy and content. |
| Tiếng Nhật                                       | 昔昔 (昔々, むかしむかし, Mukashi mukashi) | Long ago, long ago... | めでたしめでたし (Medetashi medetashi) | So blissful |
| Tiếng Hàn Quốc                                   | 옛날 옛적에... (Yet-nal Yet-jeok-e...) | On an old day, in the old times, | 그리고 행복하게 살았답니다 (Geurigo haeng-bok ha-gae sal-at damnida) | And they lived happily after then. |
| Tiếng Kannada                                    | Ondanondu kaaladalli... | Once, in a long past age,... | Không rõ | Không rõ |
| Koti language (Mozambique, Nhóm ngôn ngữ Bantu)  | Rakú z'éepo waarí-vó oswááipu nwúlw'eéne saána | Once upon the time, there was a truly great friendship... | Không rõ | Không rõ |
| Tiếng Kyrgyz                                     | илгери-илгери... (ilgeri-ilgeri...) | A long, long time ago... | Không rõ | Không rõ |
| Tiếng Latinh                                     | Olim... | At that time, Once | Không rõ | Không rõ |
| Tiếng Latvia                                     | Reiz sen senos laikos... | Once long ago in times long gone | Không rõ | Không rõ |
| Tiếng Litva                                      | Vieną kartą... | Once upon the time | Ir aš ten buvau, alų midų gėriau, per barzdą varvėjo, burnoj neturėjau | And I was there, drank some mead ale, dribbled through my beard, had not in my mouth |
| Tiếng Luxembourg                                 | Et war eemol... (old orthography: Et wor eemol...) | Once there was... | An wann se net gestuerwen sin, dann liewen se nach haut | ...and if they haven't died yet, they are still living today. |
| Tiếng Macedonia                                  | Си беше еднаш... (Si beshe ednash...) | Once upon the time there was... | Không rõ | Không rõ |
| Tiếng Malayalam                                  | Pandu oridathu... | Long ago, at a place... | Không rõ | Không rõ |
| Tiếng Mã Lai                                     | Pada suatu masa dahulu... | Once upon a time | Không rõ | Không rõ |
| Tiếng Marathi                                    | कोणे एके काळी... (kone eke kaali...) | in a very old time... | आणि ते सुखाने राहू लागले (aani te sukhane raahu laagle) | and they lived happily ever after |
| Logooli language                                 | Mmadikhu ga khaare | In olden days | Không rõ | Không rõ |
| Tiếng Malta                                      | Darba, fost l-oħrajn... | Once upon a time... | U għexu henjin u kuntenti għal dejjem | And they lived happily and contentedly ever after. |
| Tiếng Ả Rập Maroc                                | حجيتك ما جيتك (Hajitek ma jitek) | I've told you what's coming | Không rõ | Không rõ |
| Tiếng Nepal                                      | एका देशमा (eka desh ma) | Once in a country... | Không rõ | Không rõ |
| Tiếng Na Uy                                      | Det var en gang... | There was, once... | Og så levde de lykkelige alle sine dager | And then they lived happily for the remainder of their days. |
| Tiếng Na Uy                                      | | | Og er de ikke døde, så lever de ennå. | And if they're not dead, they still live. |
| Tiếng Na Uy                                      | | | Snipp, snapp, snute, så er eventyret ute. | Snip, snap, snute (snout), then this adventure is finished. |
| Tiếng Occitan                                    | Un còp èra... | There was one time / There was once... | | |
| Tiếng Ba Tư                                      | روزی روزگاری (Ruzi, Ruzegaari) | One day, One time | به پایان آمد این دفتر حکایت همچنان باقیست (be payan amad in daftar, hekayat hamchenan baaghist) | This book has come to end but there is still story to be told |
| Tiếng Ba Tư                                      | یکی بود، یکی نبود، غیراز خدا هیچکس نبود (yeki bud, yeki nabud, gheyr az khoda hich kas nabud) | There was one, there wasn't one, there was no one beside the Lord. | قصه‌ی ما به سر رسید کلاغه به خونش نرسید (gheseye maa be sar resid, kalaghe be khoonash naresid) | The tale has been finished, but the crow has not yet arrived at his house. |
| Tiếng Pashtun                                    | داسي کار وو چي (Daasi kaar wo che) | There was this work that... | Bas | Finish |
| Tiếng Pashtun                                    | داسي چل وو چي (Daasi chal wo che) | There was this work that... | Bas | Finish |
| Tiếng Ba Lan                                     | (Dawno, dawno temu,) za siedmioma górami, za siedmioma lasami... | (A long, long time ago,) beyond seven mountains, beyond seven forests... | ...i żyli długo i szczęśliwie. | ...and they lived long and happily. |
| Tiếng Ba Lan                                     | Za siedmioma górami, za siedmioma rzekami... | Beyond seven mountains, beyond seven rivers... | ...a ja tam byłem, miód i wino piłem. | ...and I was there [usually at a wedding] too, and drank mead and wine. |
| Tiếng Bồ Đào Nha                                 | Era uma vez... | There was, once... | ...e viveram felizes para sempre | ...and they lived happily forever. |
| Qiang language                                   | Gver gver ngue du... | A long long time ago... | Không rõ | Không rõ |
| Tiếng România                                    | A fost odată, ca niciodată... | There once was, (as never before)... | ...şi au trăit fericiţi până la adânci bătrâneţi. | ...and they lived happily until old age. |
| Tiếng Nga                                        | Давным-давно (Davnym-davno) | Long, long time ago... | И жили они долго и счастливо. (I zhili oni dolgo i s-chastlivo.) | ...and they lived long and happily. |
| Tiếng Nga                                        | (В некотором царстве, в некотором государстве) Жил, был... ((V nekotorom tsarstve, v nekotorom goosudarstve) Zhil byl...) | (In some kingdom, in some land) There lived, there was... | | |
| Tiếng Phạn                                       | पुराकाले (Pūrākāle) | In the ancient time... | Không rõ | Không rõ |
| Tiếng Phạn                                       | कदाचित् (Kadājit) | Once upon the time, At any time | Không rõ | Không rõ |
| Tiếng Scotland                                   | (missing original) | In the days of auld lang syne | Không rõ | Không rõ |
| Tiếng Serbia                                     | Једном давно... (Jednom davno...); Некада давно... (Nekada davno...) | Once, a long time ago... | ...и живеше сретно/срећно до краја живота. (...i živeše sretno/srećno do kraja života.) | ...and they lived happily for the rest of their lives. |
| Tiếng Serbia                                     | Била једном једна... (Grammatical gender, Bila jednom jedna) Био једном један... (Grammatical gender, Bio jednom jedan) Било једном једно... (Grammatical gender, Bilo jednom jedno)                                                 | There once was one... | ...и живеше дуго и сретно/срећно. (...i živeše dugo i sretno/srećno.) | ...and they lived long and happily. |
| Tiếng Shona                                      | Paivapo... | A long time ago, there existed | Không rõ | Không rõ |
| Tiếng Slovak                                     | Kde bolo, tam bolo... | Where it was, there it was... | ...a žili šťastne až kým nepomreli. | ...and they lived happily, until they died. |
| Tiếng Slovene                                    | Pred davnimi časi... | A long time ago... | ...in živela sta srečno do konca svojih dni. | ...and they (Dual (grammatical number)) lived happy until the end of their days. |
| Tiếng Slovene                                    | Nekoč je bil(a)/živel(a)... | Once upon a time there was/lived... | ...in živeli so srečno do konca svojih dni. | ... and they (Plural) lived happily until the end of their days. |
| Tiếng Tây Ban Nha                                | Érase una vez... | There was, once... | ...y vivieron felices y comieron perdices. | ...and they lived happy and ate partridges. |
| Tiếng Tây Ban Nha                                | Había una vez... | There was, once... | ...y colorín, colorado, este cuento se ha acabado. | ...and red, redder, this tale has ended. |
| Tiếng Swahili (east African)                     | Hapo zamani za kale... | A long time ago | Không rõ | Không rõ |
| Tiếng Thụy Điển                                  | Det var en gång... | Once, there was... | ...och så levde de lyckliga i alla sina dagar. | ...and then they lived happily for all of their days. |
| Tiếng Thụy Điển                                  | En gång för länge sedan... | Once, long ago... | Snipp snapp snut, så var sagan slut | Snip, snap, snute (snout), thus the story ends. |
| Tiếng Tagalog                                    | Noóng unang panahón... | Back in the old time... | At sila'y nabuhay ng masaya | And they lived happily. |
| Tiếng Tamil                                      | முன்னொரு காலத்திலே... (Muḷḷoru kālattilē...) | At a time long ago | Không rõ | Không rõ |
| Tiếng Telugu                                     | అనగనగా ఒక రోజు... (anaganagā oka rōju) | Once upon a day... | Không rõ | Không rõ |
| Tiếng Thái                                       | กาลครั้งหนึ่งนานมาแล้ว (gaan kráng nèung naan maa láew) | Once upon the time (long ago)... | แล้วทุกคนก็อยู่ด้วยกันอย่างมีความสุขตลอดไป (láew túk kon gôr yòo dûay gan yàang mee kwaam sùk dtà-lòt bpai) | And they lived happily forever. |
| Tiếng Thổ Nhĩ Kỳ                                 | Bir varmış, bir yokmuş. Evvel zaman içinde, kalbur saman içinde, cinler cirit oynar iken eski hamam içinde, pireler berber [iken], develer tellal [iken], ben ninemin beşiğini tıngır mıngır sallar iken, uzak diyarların birinde... | Once there was, and once there wasn't. In the long-distant days of yore, when Cỏ khôstacks Sàng sảyed Sieves, when Jinns played Jereed in the old Nhà tắm Thổ Nhĩ Kỳ, [when] fleas were barbers, [when] camels were Thằng mõs, [and when] I softly rocked my baby grandmother to sleep in her creaking Bassinet, there was/lived, in an exotic land, far, far away, a/an...* ∗: This traditional opening phrase by the storyteller is rich with rhyming wordplays, tongue-twisters, as well as comedic and bizarre situational juxtapositions that are meant to draw listeners in, and set the stage for a whimsical, fantastical storyline. | Gökten üç elma düşmüş; biri onların, biri anlatanın, diğeri de dinleyenlerin başına. Onlar ermiş muradına, biz çıkalım kerevetine. Alternatively: Gökten üç elma düşmüş; birincisi, içindeki çocuğu yaşatmayı bilenlere, ikincisi, davranmadan önce dinleyip düşünenlere, üçüncüsü ise özündeki sevgiyi ve umudu hiç kaybetmeyenlere. Onlar ermiş muradına, biz çıkalım kerevetine. | Lastly, three apples fell from the sky; one for our story's heroes, one for the person who told their tale, and one for those who listened and promise to share. And with that, they* all achieved their hearts' desires. Let us** now step up and settle into their thrones.*** Alternatively: Lastly, three apples fell from the sky; one for those who know to keep their inner child alive, one for those who know to listen and think before they act, and one for those who never lose the love and hope within their soul. And with that, they* all achieved their hearts' desires. Let us** now step up and settle into their thrones.*** ∗: the protagonists of the story ∗∗: the listeners ∗∗∗: a common conclusory storytelling expression meaning "may we all share in their good fortune" |
| Tiếng Urdu                                       | ایک دفعہ کا ذکر ہے۔۔۔ (Ek dafa ka zikar hai...) | Once upon a time... | Không rõ | Không rõ |
| Tiếng Việt                                       | Ngày xửa ngày xưa... | A long, long time ago... | ...và họ sống hạnh phúc mãi mãi về sau | ...and they live happily ever after |
| Tiếng Wales                                      | Amser maith yn ôl... | A long time ago... | Không rõ | Không rõ |